# Tadeusz Peryt
Tadeusz Marek Peryt (ur. 1949) – polski geolog, profesor nauk przyrodniczych, profesor i były dyrektor Państwowego Instytutu Geologicznego. 

## Życiorys
W 1972 ukończył studia na Wydziale Geologii Uniwersytetu Warszawskiego. W 1976 na podstawie napisanej pod kierunkiem Ryszarda Gradzińskiego rozprawy pt. „Charakterystyka mikrofacjalna cechsztyńskich osadów węglanowych cyklotemu pierwszego i drugiego na obszarze monokliny przedsudeckiej” uzyskał w Instytucie Nauk Geologicznych Polskiej Akademii Nauk stopień naukowy doktora. W 1987 nadano mu stopień doktora habilitowanego. Tytuł profesora nadał mu w 1992 prezydent RP Lech Wałęsa.
W 1970 został zatrudniony w Laboratorium Mikropaleontologii Instytutu Nauk Geologicznych PAN, gdzie pracował pod kierunkiem Olgi Pazdro. Pracował w Zakładzie Opracowań Geologicznych Górnictwa Naftowego „Geonafta”. W 1974 został pracownikiem Państwowego Instytutu Geologicznego.
Był stypendystą Fundacji Alexandra von Humboldta w Niemczech na uniwersytetach w Bochum, Oldenburgu i Freiburgu, w Laboratoire de Geologie i w Museum National d'Histoire Naturelle w Paryżu (w latach 1978–1979, 1980, 1985 i 1990).
Był redaktorem naczelnym i kierownikiem redakcji „Przeglądu Geologicznego” (1991–2000). W 2019 został członkiem Rady Doskonałości Naukowej I kadencji. Od 2021 roku prezes Polskiego Towarzystwa Geologicznego.
Członek gremiów naukowych:
- Polskie Towarzystwo Geologiczne
- International Association of Sedimentologists
- Society for Sedimentary Geology
- Geological Society of America
- American Association of Petroleum Geologist (od 1999 — wiceprezes)
- członek zagraniczny Narodowej Akademii Nauk Ukrainy
- Ukraińska Akademia Nafty i Gazu
- Komitet Nauk Geologicznych PAN
- Stały Komitet Międzynarodowych Kongresów Karbońsko-Permskich (od 1993 do 1999 – przewodniczący)
- Podkomisja Stratygrafii Permu IUGS i Podkomisji Stratygrafii Karbonu IUGS
- Komitet Globalnej Geologii Osadowej IUGS
- Rada Geologiczna przy Ministrze Środowiska[3]
- Członek krajowy korespondent Polskiej Akademii Umiejętności

Członek kolegiów redakcyjnych czasopism:
- Geologia Carpathica
- Annales Societatis
- Geologorum Poloniae
- Geologia Croatica[3]

## Odznaczenia
W 2003 „za wybitne zasługi dla rozwoju geologii, za osiągnięcia w pracy naukowo-dydaktycznej” został odznaczony Krzyżem Kawalerskim Orderu Odrodzenia Polski, w 2022 otrzymał Krzyż Oficerski.